# Great Alaska Shootout
El Great Alaska Shootout (originalmente conocido como Sea Wolf Classic) es un torneo anual de baloncesto universitario disputado en Anchorage (Alaska). La Universidad de Alaska Anchorage alberga el torneo cada Día de Acción de Gracias. El torneo se celebra en el Sullivan Arena en Anchorage. Antes de que el Sullivan Arena se inaugurara en 1983, los partidos se disputaban en el Buckner Fieldhouse. El torneo masculino, activo desde 1978, incluye ocho equipos, mientras que el torneo femenino, celebrado desde 1980, cuenta con cuatro participantes.
Bajo las reglas de la NCAA, normalmente los equipos están limitados a 28 partidos de temporada regular; sin embargo, los partidos en torneos de comienzos de temporada están exentos y no contabilizan. La NCAA permite a cada equipo participar en un evento por temporada. Los equipos que aceptan disputar algún torneo pueden jugar hasta 31 partidos por temporada, incluyendo los encuentros jugados en esos eventos pero excluyendo los partidos de torneos de postemporada. Anteriormente, existía una regla en la que todos los partidos disputados fuera de los Estados Unidos continentales estaban exentos del límite de los, por entonces, 27 partidos por temporada.

## Historial

### Torneo masculino
| Año  | Campeón                | Resultado     | Subcampeón            | MVP del torneo                      |
| ---- | ---------------------- | ------------- | --------------------- | ----------------------------------- |
| 1978 | North Carolina State   | 72-66         | Louisville            | Clyde Austin, North Carolina State  |
| 1979 | Kentucky               | 57-50         | Iona                  | Jeff Ruland, Iona                   |
| 1980 | North Carolina         | 64-58         | Arkansas              | Scott Hastings, Arkansas            |
| 1981 | Southwestern Louisiana | 81-64         | Marquette             | Steve Burtt, Iona                   |
| 1982 | Louisville             | 80-70         | Vanderbilt            | Lancaster Gordon, Louisville        |
| 1983 | North Carolina State   | 65-60         | Arkansas              | Joe Kleine, Arkansas                |
| 1984 | UAB                    | 50-46         | Kansas                | Steve Mitchell, UAB                 |
| 1985 | North Carolina         | 65-60         | UNLV                  | Brad Daugherty, North Carolina      |
| 1986 | Iowa                   | 103-80        | Northeastern          | Roy Marble, Iowa                    |
| 1987 | Arizona                | 80-69         | Syracuse              | Sean Elliott, Arizona               |
| 1988 | Seton Hall             | 92-81         | Kansas                | Chris Mills, Kentucky               |
| 1989 | Michigan State         | 73-68         | Kansas State          | Steve Smith, Michigan State         |
| 1990 | UCLA                   | 89-74         | Virginia              | Don MacLean, UCLA                   |
| 1991 | Massachusetts          | 68-56         | New Orleans           | Jim McCoy, Massachusetts            |
| 1992 | New Mexico State       | 95-94         | Illinois              | Sam Crawford, New Mexico State      |
| 1993 | Purdue                 | 88-73         | Portland              | Glenn Robinson, Purdue              |
| 1994 | Minnesota              | 79-74         | Brigham Young         | Townsend Orr, Minnesota             |
| 1995 | Duke                   | 88-81         | Iowa                  | Ray Allen, Connecticut              |
| 1996 | Kentucky               | 92-65         | College of Charleston | Ron Mercer, Kentucky                |
| 1997 | North Carolina         | 73-69         | Purdue                | Antawn Jamison, North Carolina      |
| 1998 | Cincinnati             | 77-75         | Duke                  | William Avery, Duke                 |
| 1999 | Kansas                 | 84-70         | Georgia Tech          | Drew Gooden, Kansas                 |
| 2000 | Syracuse               | 84-62         | Misuri                | Preston Shumpert, Syracuse          |
| 2001 | Marquette              | 72-63         | Gonzaga               | Dwyane Wade, Marquette              |
| 2002 | College of Charleston  | 71-69         | Villanova             | Troy Wheless, College of Charleston |
| 2003 | Purdue                 | 78-68         | Duke                  | Kenneth Lowe, Purdue                |
| 2004 | Washington             | 79-76         | Alabama               | Nate Robinson, Washington           |
| 2005 | Marquette              | 92-89 (pr.)   | South Carolina        | Steve Novak, Marquette              |
| 2006 | California             | 78-70         | Loyola Marymount      | Ryan Anderson, California           |
| 2007 | Butler                 | 81-71         | Texas Tech            | Mike Green, Butler                  |
| 2008 | San Diego State        | 76-47         | Hampton               | Kyle Spain, San Diego State         |
| 2009 | Washington State       | 93-56         | San Diego             | Klay Thompson, Washington State     |
| 2010 | St. John's             | 67-58         | Arizona State         | Justin Brownlee, St. John's         |
| 2011 | Murray State           | 90-81 (2 pr.) | Southern Mississippi  | Isaiah Canaan, Murray State         |
| 2012 | Charlotte              | 67–59         | Northeastern          | Pierria Henry, Charlotte            |
| 2013 | Harvard                | 71–50         | TCU                   | Wesley Saunders, Harvard            |
| 2014 | Colorado State         | 65–63         | UC Santa Bárbara      | Alan Williams, UC Santa Bárbara     |
| 2015 | Middle Tennessee       | 78–70         | Toledo                | Nathan Boothe, Toledo               |
| 2016 | Iona                   | 75-73         | Nevada                | Sam Cassell Jr, Iona                |
| 2017 | Central Michigan       | 75-72         | Cal State Bakersfield | Shawn Roundtree, Central Michigan   |

### Torneo femenino
| Año   | Campeón                   | Resultado     | Subcampeón           | MVP del torneo                                 |
| ----- | ------------------------- | ------------- | -------------------- | ---------------------------------------------- |
| 1980  | Iowa                      | 73-52         | Alaska Anchorage     | Cindy Haugejorde, Iowa                         |
| 1981  | San Diego State           | 50-41         | Houston              | Diena Pels, San Diego State                    |
| 1982  | Minnesota                 | 70-66         | Indiana              | Laura Coenen, Minnesota                        |
| 1983  | Old Dominion              | 76-53         | Wichita State        | Lorri Bauman, Drake                            |
| 1984  | Texas                     | 82-60         | UNLV                 | Annette Smith, Texas                           |
| 1985  | Louisiana Tech            | 88-69         | Penn State           | Dawn Royster, North Carolina                   |
| 1986  | Northeast Louisiana       | 70-68         | Southern Cal         | Lisa Ingram, Northeast Louisiana               |
| 1987  | New Orleans               | 84-61         | Memphis State        | Kunshinge Sorrell, Mississippi State           |
| 1988  | South Carolina            | 98-97 (pr.)   | UNLV                 | Martha Parker, South Carolina                  |
| 1989  | Stephen F. Austin         | 96-81         | Old Dominion         | Connie Cole, Stephen F. Austin                 |
| 1990  | Alaska Anchorage          | 88-87         | South Alabama        | Diane Dobrich, Alaska Anchorage                |
| 1991  | Northern Illinois         | 63-60         | Louisville           | Lisa Foss, Northern Illinois                   |
| 1992  | Penn State                | 83-62         | Missouri-Kansas City | Susan Robinson, Penn State                     |
| 1993  | Hawaii                    | N/A1          | SMU                  | Valerie Agee, Hawái                            |
| 19942 | Rhode Island              | N/A1          | Northeast Louisiana  | Dayna Smith, Rhode Island                      |
| 19942 | Clemson                   | 79-62         | UCLA                 | Tara Saunooke, Clemson                         |
| 1995  | South Carolina            | 83-71         | Arizona State        | Shannon Johnson, South Carolina                |
| 1996  | Georgia                   | 72-55         | Oregon               | Tracy Henderson, Georgia                       |
| 1997  | Tennessee                 | 87-66         | Wisconsin            | Chamique Holdsclaw, Tennessee                  |
| 1998  | No se celebró             | No se celebró | No se celebró        | No se celebró                                  |
| 1999  | Kansas                    | 78-68         | Louisville           | Lynn Pride, Kansas                             |
| 2000  | Ohio State                | 95-60         | Rhode Island         | Jaime Lewis, Ohio State                        |
| 2001  | Iowa                      | 90-73         | Gonzaga              | Lindsey Meder, Iowa                            |
| 2002  | Nevada                    | 68-56         | Indiana              | Laura Ingham, Nevada                           |
| 2003  | Alaska Anchorage          | 61-58         | Clemson              | Kamie Jo Massey, Alaska Anchorage              |
| 2004  | Stanford                  | 67-47         | Louisiana-Lafayette  | Candice Wiggins, Stanford                      |
| 2005  | Central Connecticut State | 69-65 (pr.)   | Arizona              | Gabriella Guegbelet, Central Connecticut State |
| 2006  | Alaska Anchorage          | 78-70         | UC Riverside         | Rebecca Kielpinski, Alaska Anchorage           |
| 2007  | Alaska Anchorage          | 52-50         | Santa Clara          | Rebecca Kielpinski, Alaska Anchorage           |
| 2008  | Alaska Anchorage          | 58-57         | Syracuse             | Rebecca Kielpinski, Alaska Anchorage           |
| 2009  | Alaska Anchorage          | 49-48         | Cincinnati           | Nicci Miller, Alaska Anchorage                 |
| 2010  | Kent State                | 53-47         | Alaska Anchorage     | Jamilah Humes, Kent State                      |
| 2011  | Miami                     | 92-72         | South Florida        | Shenise Johnson, Miami                         |
| 2012  | Utah State                | 67–57         | Alaska Anchorage     | Devyn Christensen, Utah State                  |
| 2013  | Georgetown                | 92–78         | Alaska Anchorage     | Andrea White, Georgetown                       |
| 2014  | Long Beach State          | 69–60         | Alaska Anchorage     | Megan Mullings, Alaska Anchorage               |
| 2015  | WKU                       | 62–58         | Alaska Anchorage     | Kendall Noble, WKU                             |
| 2016  | USC                       | 67–54         | Portland             | Kristen Simon, USC                             |

1 El torneo fue disputado en formato de todos contra todos.

2 El torneo se comenzó a disputar a principios de temporada a partir de la 1994-95; por lo que el primer torneo de 1994 corresponde a la temporada 1993-94 y el segundo torneo a la 1994-95.